# Districtul Anse Royale
Anse Royale este un district  în Seychelles, situat pe insula Mahé.